# Béthancourt-en-Valois

Béthancourt-en-Valois este o comună în departamentul Oise, Franța. În 1 ianuarie 2022 avea o populație de 206 de locuitori.